# John Hutchinson
John Hutchinson ( 7 de abril de 1884, Blindburn - 2 de septiembre de 1972, Londres) fue un botánico, taxónomo y escritor inglés.

## Biografía
Era hijo de Michael Hutchinson y de Annie Wylie. Recibe entrenamiento en horticultura en Northumberland y en Durham y es pasante jardinero en Kew en 1904. Su calidad en los esquemas e ilustraciones taxonómicas lo favorecen ingresando a la planta del Herbario en 1905.
En 1913 visita Canarias junto con Thomas Sprague y a su regreso escribieron una serie de artículos sobre plantas de las islas.
Es asistente en la "Sección India", y luego en la "Sección África Tropical", retornando a la botánica indiana de 1915-1919, y de allí se encarga de la "Sección África" hasta 1936, cuando es nombrado Curador de los Museos de Botánica de Kew. Se retira en 1948, continuando trabajando en filogenia de fanerógamas, publicando dos partes de The Genera of Flowering Plants.
Fue curador del Museo de Botánica del Real Jardín Botánico de Kew. Fue miembro de la Royal Society en 1947 y recibe la medalla de plata Darwin-Wallace en 1958, y en 1968, la medalla linneana.
John Hutchinson propuso una revisión radical del sistema de clasificación de las angiospermas, revisado por Hooker, Engler y Prantl, que fue ampliamente aceptado durante el siglo XX. A su simpleza, su sistema sugería dos grandes divisiones de las angiospermas: herbáceas y leñosas.
Hutchinson hizo dos extensas expediciones botánicas a Sudáfrica, que luego publica con gran detalle en A Botanist in Southern Africa. La primera de agosto de 1928 a abril de 1929, y la segunda de junio de 1930 a septiembre de 1930, donde la expedición viajó más al norte, como el lago Tanganika.
- La abreviatura «Hutch.» se emplea para indicar a John Hutchinson como autoridad en la descripción y clasificación científica de los vegetales.[6]

Se poseen 2.189 registros IPNI de sus identificaciones y nombramientos de nuevas especies.

## Honores

### Eponimia
Género
- Hutchinsonia Robyns

## Algunas publicaciones
- Common Wild Flowers, 1945
- More Common Wild Flowers, 1948
- Uncommon Wild Flowers, 1950
- British Wild Flowers, 1955
- The Story of Plants con R. Melville
- A Botanist in Southern Africa, Londres, 1946
- Flora of West Tropical Africa con el Dr. John McEwen Dalziel
- The Families of Flowering Plants: Arranged According to a New System Based on Their Probable Phylogeny  Vol. 1 Dicotiledóneas
- The Genera of Flowering Plants (Oxford, Vol. 1 (1964), Vol. 2 (1967), Vol. 3 (póstumamente)
- Evolution and Phylogeny of Flowering Plants, 1969